# Roland La Starza
Roland La Starza (Bronx, 12 maggio 1927 – Port Orange, 30 settembre 2009) è stato un pugile statunitense.
Di famiglia italoamericana, incominciò la carriera professionistica nel 1947. Il 24 marzo 1950, imbattuto dopo 37 incontri, fu sconfitto ai punti con verdetto non unanime dal futuro campione del mondo Rocky Marciano, al Madison Square Garden di New York. La Starza fu l'uomo che andò più vicino a sconfiggere Marciano, e la decisione dei giudici che lo diede perdente fu da molti considerata un'ingiustizia.
A causa di tale precedente, la rivincita del 1953 era densa di aspettative. Si svolse al Polo Grounds di New York il 24 settembre, e per i primi 6 round La Starza combatté alla pari con Marciano, che da un anno deteneva il titolo mondiale dei pesi massimi. Poi però cominciò a subire la classica e inarrestabile azione di Marciano, che costrinse l'arbitro a interrompere l'incontro all'11º round.
Terminata la carriera, La Starza comparve come attore in varie produzioni televisive, in stereotipati ruoli da duro.
Il cognome La Starza è originario di Castelforte, il paese dei monti Aurunci in provincia di Latina.

## Filmografia parziale
- The Gallant Men – serie TV, 26 episodi (1962-1963)
- Mr. Roberts (Mister Roberts) – serie TV, episodio 1x23 (1966)
- Organizzazione crimini (The Outfit), regia di John Flynn (1973)